# Голосемянник одесский
Голосемя́нник оде́сский, или Гимноспе́рмум одесский (лат. Gymnospermium odessanum) — вид двудольных растений рода Голосемянник (Gymnospermium) семейства Барбарисовые (Berberidaceae). Впервые описан Огюстеном Пирамом Декандолем под названием Leontice altaica var. odessana DC.basionym, перенесён в состав рода Голосемянник советским ботаником Арменом Леоновичем Тахтаджяном в 1970 году.

## Ботаническое описание
Число хромосом — 2n=16.

## Природоохранная ситуация
Выращивается в ботанических садах Одесского и Херсонского университетов и Национальном ботаническом саду им. Н. Н. Гришко (Украина).